# Le Ski
Le Ski est un magazine de ski créé en 1931 par Albert Saint-Jacques (initialement sous le tire Ski Sports d'hiver) et dont la parution cesse en 1966, après 203 numéros.

## Historique
En 1931, Albert Saint-Jacques crée le magazine Ski sports d'hiver  (ISSN 2119-6125). 82 numéros paraissent entre 1931 et juillet 1946. Au cours des 5 dernières années de parution, le titre a légèrement évolué, et est devenu Le Ski sports d'hiver.
À partir d'octobre 1946, le magazine est relancé sous le titre Le Ski  (ISSN 2553-1166). Le premier exemplaire prend le numéro 83, poursuivant ainsi la numérotation de Ski sports d'hiver.
La parution cesse en février 1966, après 203 numéros.

## Description
En 25 années de publication, les logos des différents magazines ont été :

Ski Sports d'hiver 1931-32
Ski Sports d'hiver 1932 & 1937-41
Ski Sports d'hiver 1932-37
Le Ski Sports d'hiver 1944
Le Ski 1946-1960
Le Ski 1960-1966

Au début de sa parution le magazine traite de la pratique du ski alpin et du ski de randonnée mais aborde aussi les sports de glace et les grandes compétitions de ski. Puis il se recentre quasi-exclusivement sur les stations et leurs équipements en France et à l'étranger (avec quelques sujets sur les itinéraires de randonnée).

## Concurrence
Les principaux magazines concurrents étaient :
- La Revue du ski de 1930 à 1939
- Ski français (créé en 1940)
- Ski Flash (créé en 1963)